# Artur Grottger
Artur Grottger (Ottyniowice, 11 novembre 1837 – Amélie-les-Bains-Palalda, 13 dicembre 1867) è stato un pittore e grafico polacco, uno degli artisti polacchi più prominenti del XIX secolo, vissuto durante il periodo delle spartizioni straniere della Polonia, ed importante esponente del Romanticismo polacco.

## Biografia
Grottger nacque a Ottyniowice, nella Galizia orientale (l'attuale città ucraina di Otynevychi) dall'ufficiale polacco Jan Józef Grottger, comandante di un reggimento degli Ulani chiamato Warszawskie Dzieci (i bambini di Varsavia) durante la fallita rivolta di novembre contro i russi del 1831.

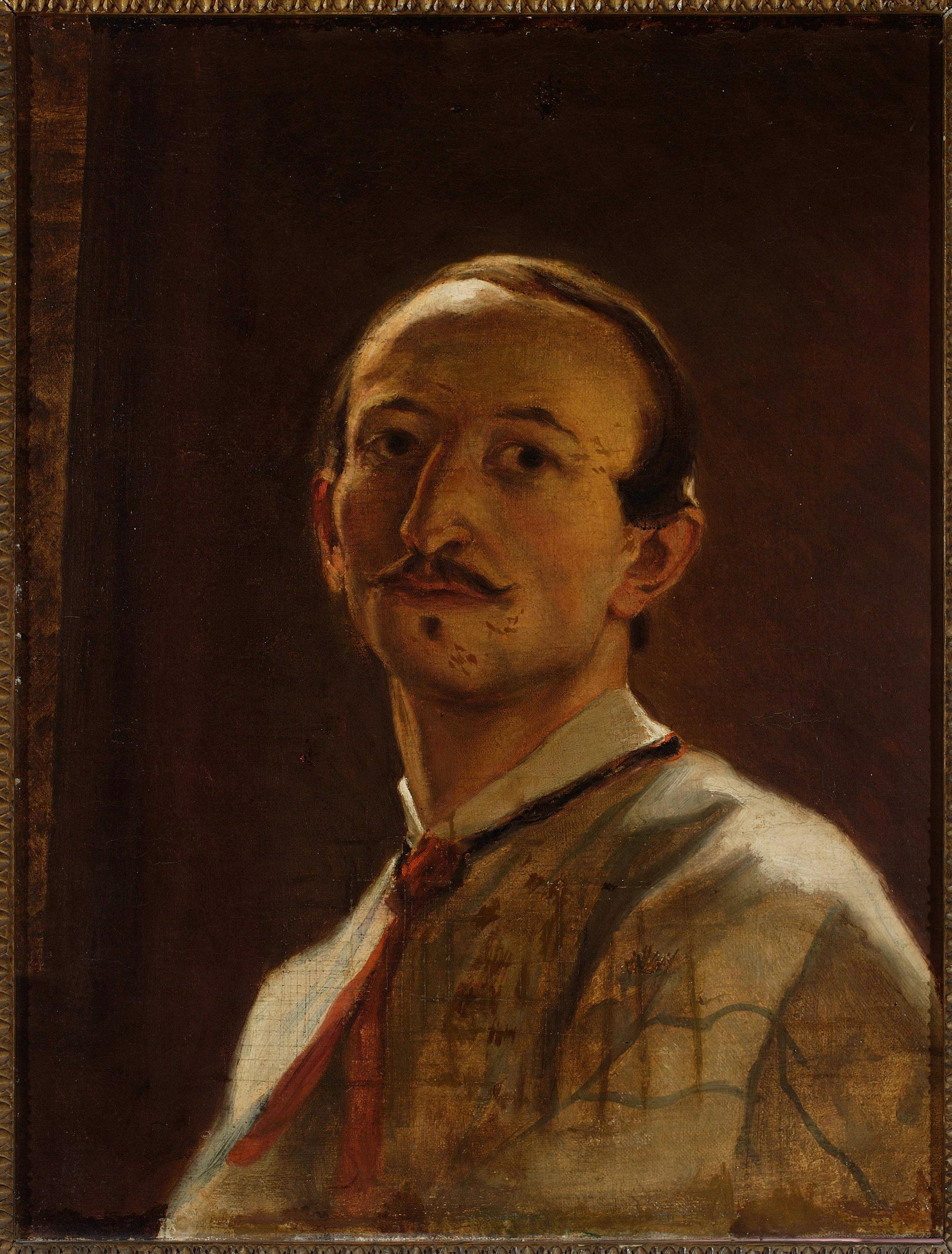
Autoritratto del 1867

All'età di 11 anni, Artur Grottger fu mandato a studiare pittura a Leopoli sotto l'apprendistato di Jan Kanty Maszkowski (1848-1852), insieme a Stanisław Tarnowski e, per un breve periodo, a Juliusz Kossak. Nel 1852 iniziò a studiare presso l'Accademia di belle arti di Cracovia, dove ebbe come insegnanti Władysław Łuszczkiewicz e Wojciech Stattler. Tra il 1855 e il 1858 frequentò invece l'Accademia di Vienna come studente di Karl von Blaas e Christian Ruben. Durante la sua permanenza in Austria, fece alcuni viaggi a Monaco, a Venezia e in Ungheria, dove conobbe il suo principale benefattore, il conte Aleksander Pappenheim. Ritornò in Polonia nel 1865 dopo la fine della rivolta di gennaio.
Per un periodo, Grottger soggiornò nella casa padronale di Stanisław Tarnowski a Śniatynka, nella quale realizzò i dipinti del ciclo pittorico Lithuania. Nel 1866 conobbe Wanda Monné, una giovane patriota polacca, che divenne la sua fidanzata. Nello stesso periodo si ammalò di tubercolosi. Nel 1867 viaggiò a Parigi, con la speranza di guadagnare più denaro; visitò l'Hôtel Lambert e incontrò Jean-Léon Gérôme. Ma la sua malattia andò peggiorando e si fece ricoverare in un sanatorio ad Amélie-les-Bains-Palalda, nei Pirenei, dove morì il 13 dicembre 1867. Il suo cadavere, riportato in Polonia dalla sua fidanzata, fu sepolto nel cimitero di Lyčakiv di Leopoli il 4 luglio 1868.

## Carriera artistica
Grottger dipinse per lo più ritratti, cavalli e scene di battaglia epiche. Durante la sua permanenza nella Polonia occupata, utilizzò tutto il suo talento e la sua energia per rappresentare le speranze e gli orrori delle fallite insurrezioni polacche in varie serie di dipinti in bianco e nero, tra cui Warszawa, Polonia, Lithuania e Wojna (1863-1867). Il ciclo pittorico intitolato Polonia, realizzato in risposta alla fallita insurrezione del 1863-1865, comprendeva otto tavole raffiguranti la tragicità della lotta e della vita quotidiana durante l'occupazione russa. L'ultimo dipinto di Grottger prima del decesso fu il suo autoritratto.
Nel 1908, Ignacy Jan Paderewski, il cui padre era stato catturato e arrestato durante l'insurrezione, completò la sua magnum opus, la Sinfonia in si minore "Polonia", ispirandosi alla serie di dipinti di Grottger.

## Opere selezionate

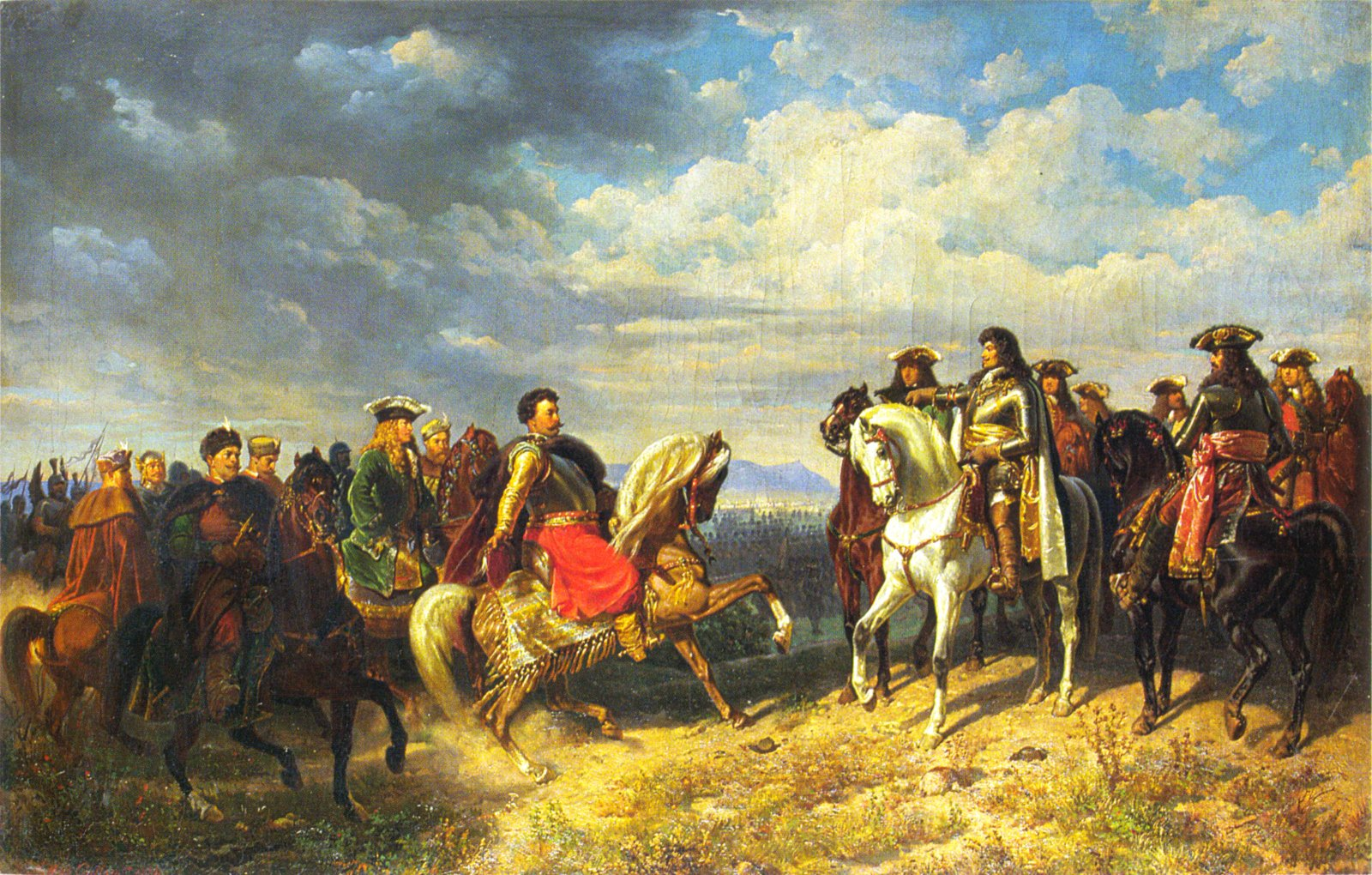
Re Giovanni III Sobieski incontra l'imperatore Leopoldo I vicino a Schwechat (Spotkanie Jana III Sobieskiego z cesarzem Leopoldem I pod Schwechat), 1859
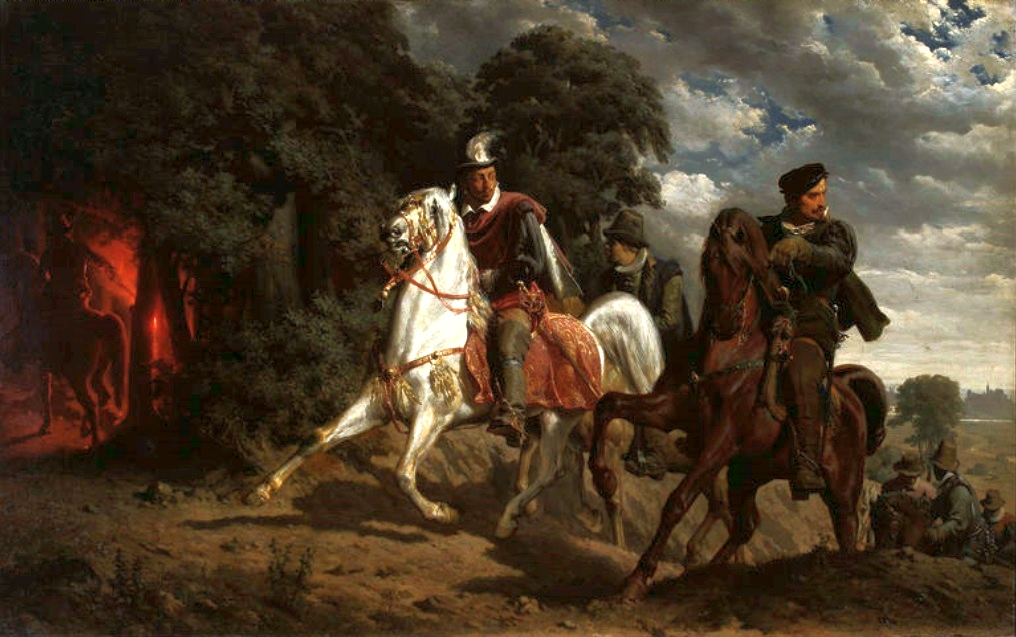
Fuga del re Enrico III di Francia dalla Polonia (Ucieczka Henryka Walezego z Polski), 1860
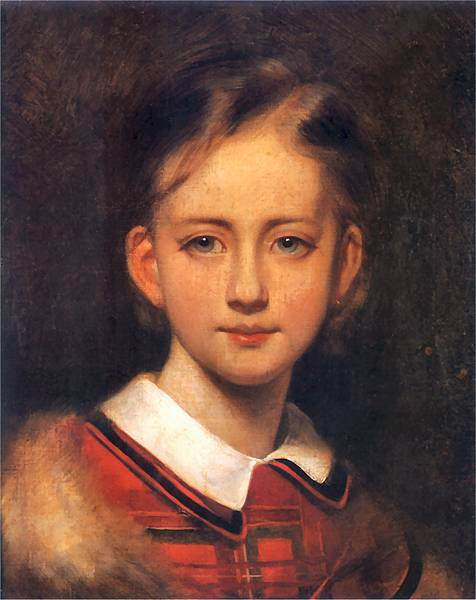
Ritratto di una ragazza (Portret dziewczynki), 1860
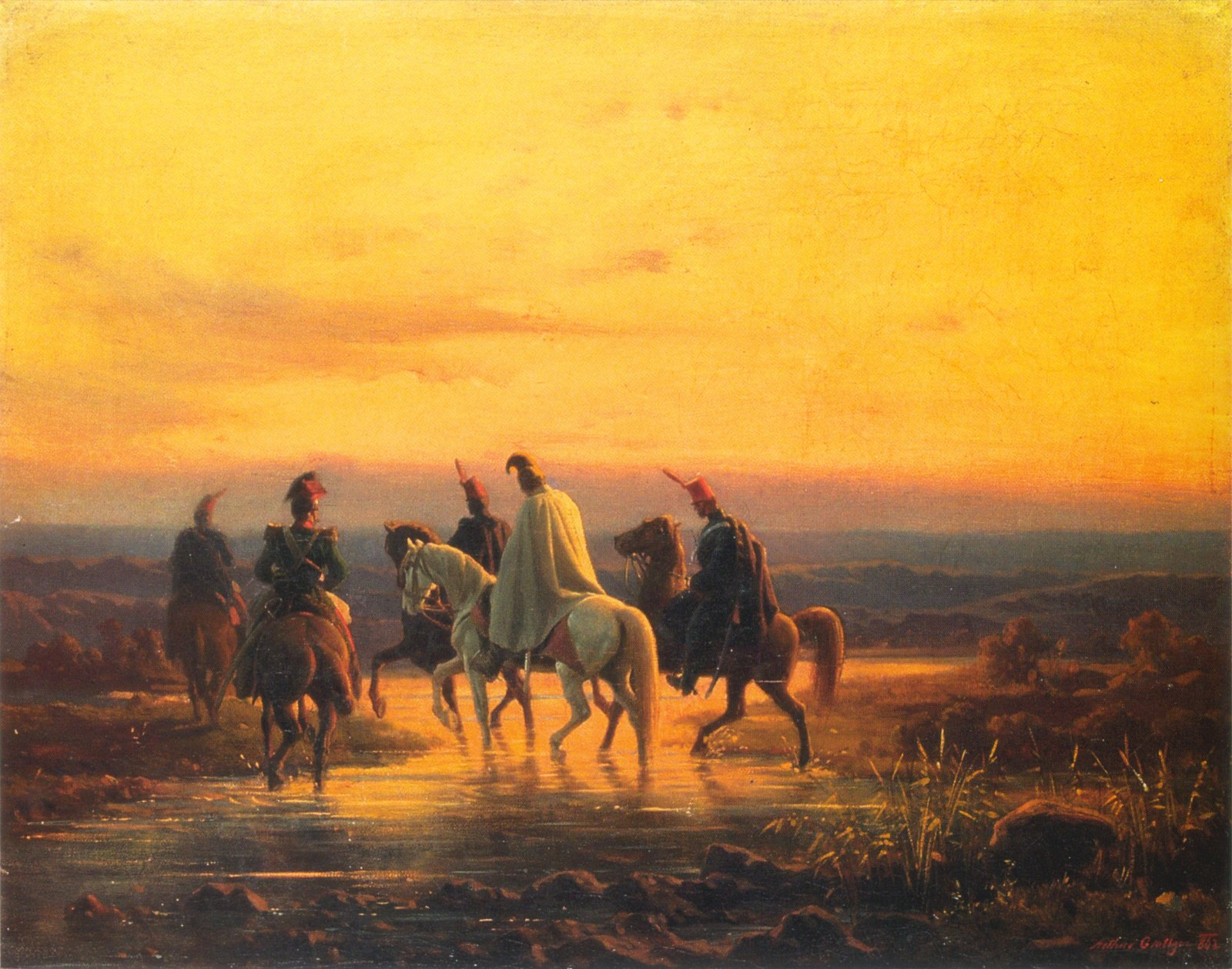
Ricognizione (Rekonesans), 1862
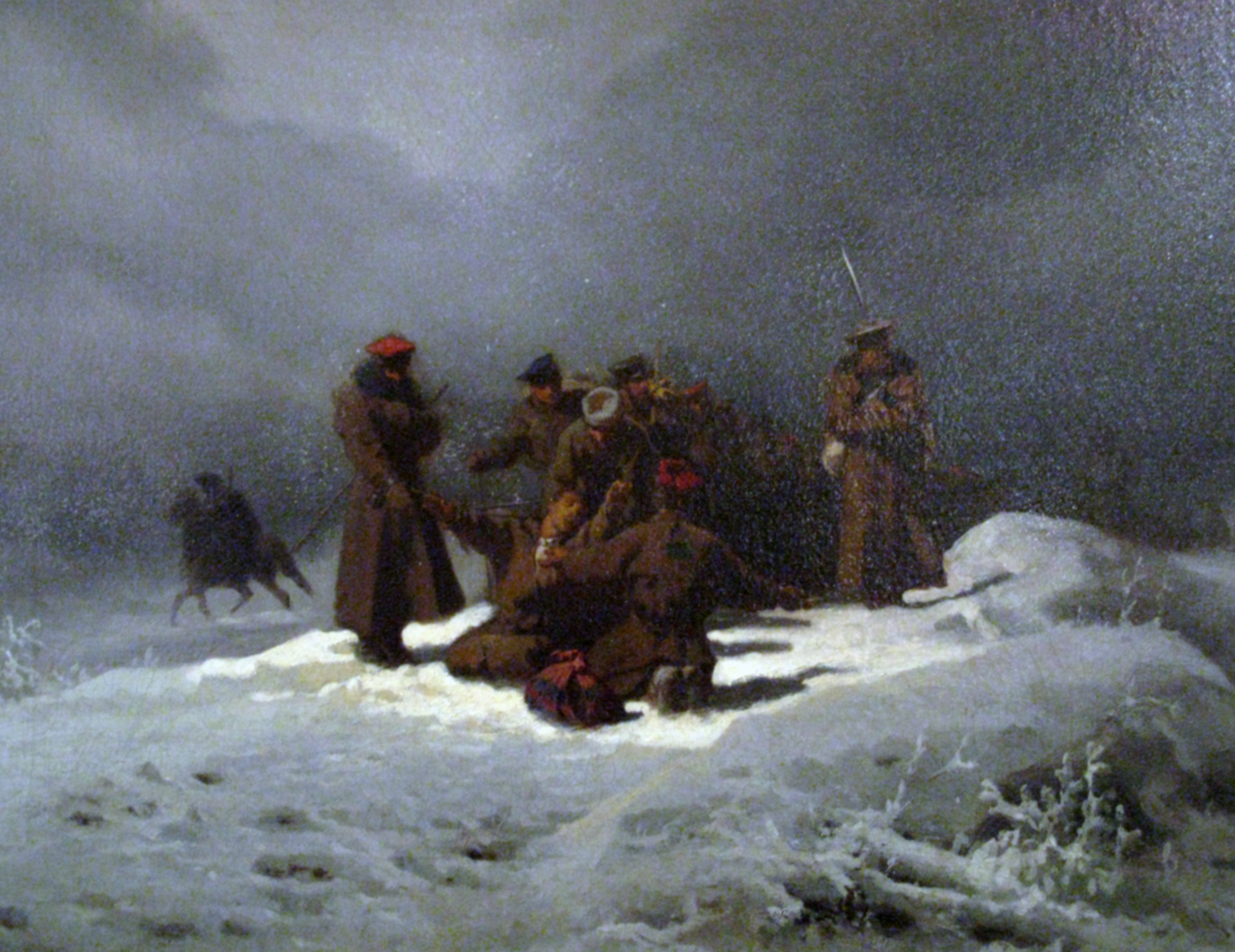
Marcia della morte in Siberia (Pochód na Sybir), 1866

Ciclo "Polonia"

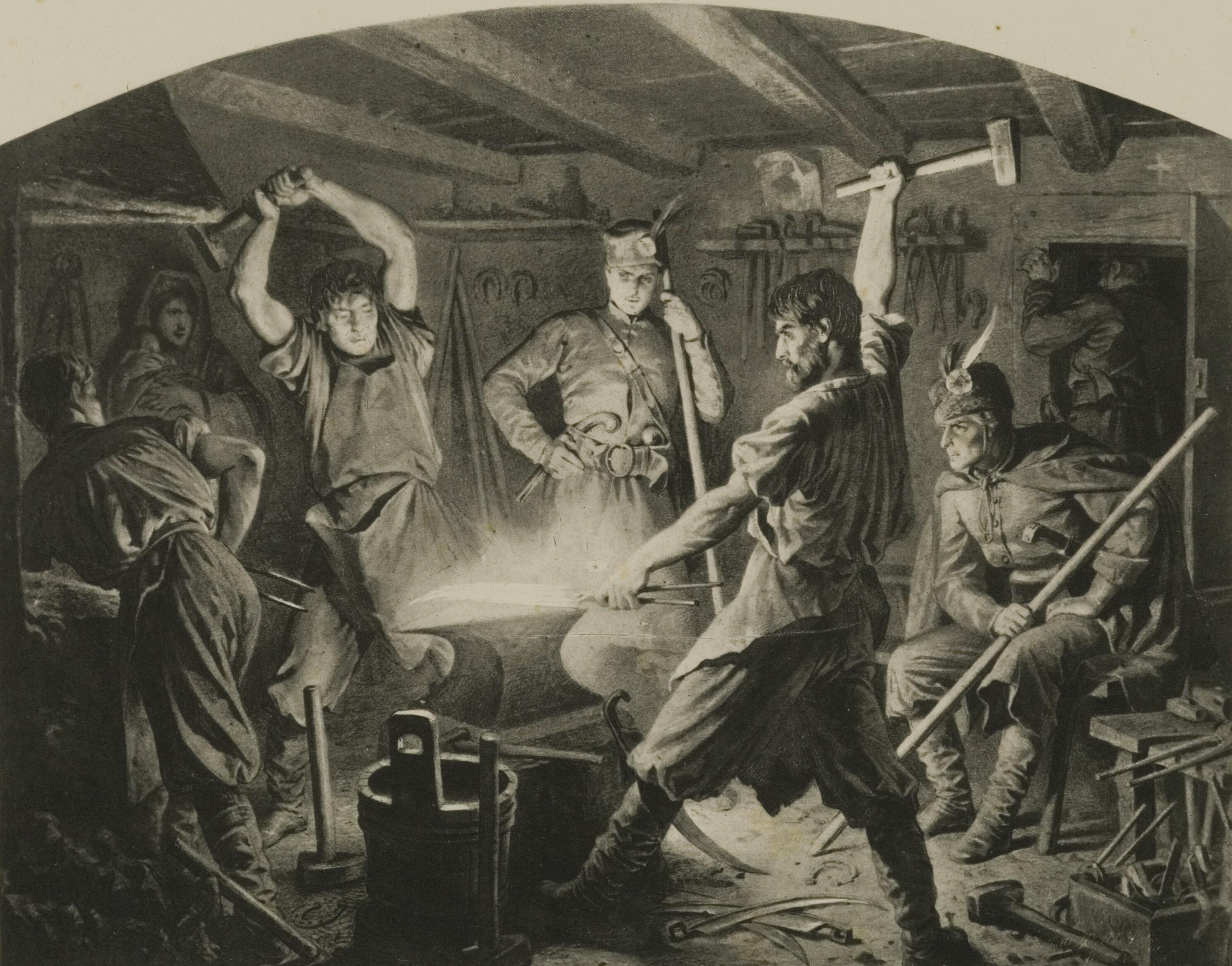
La forgiatura delle falci (Kucie kos), 1863
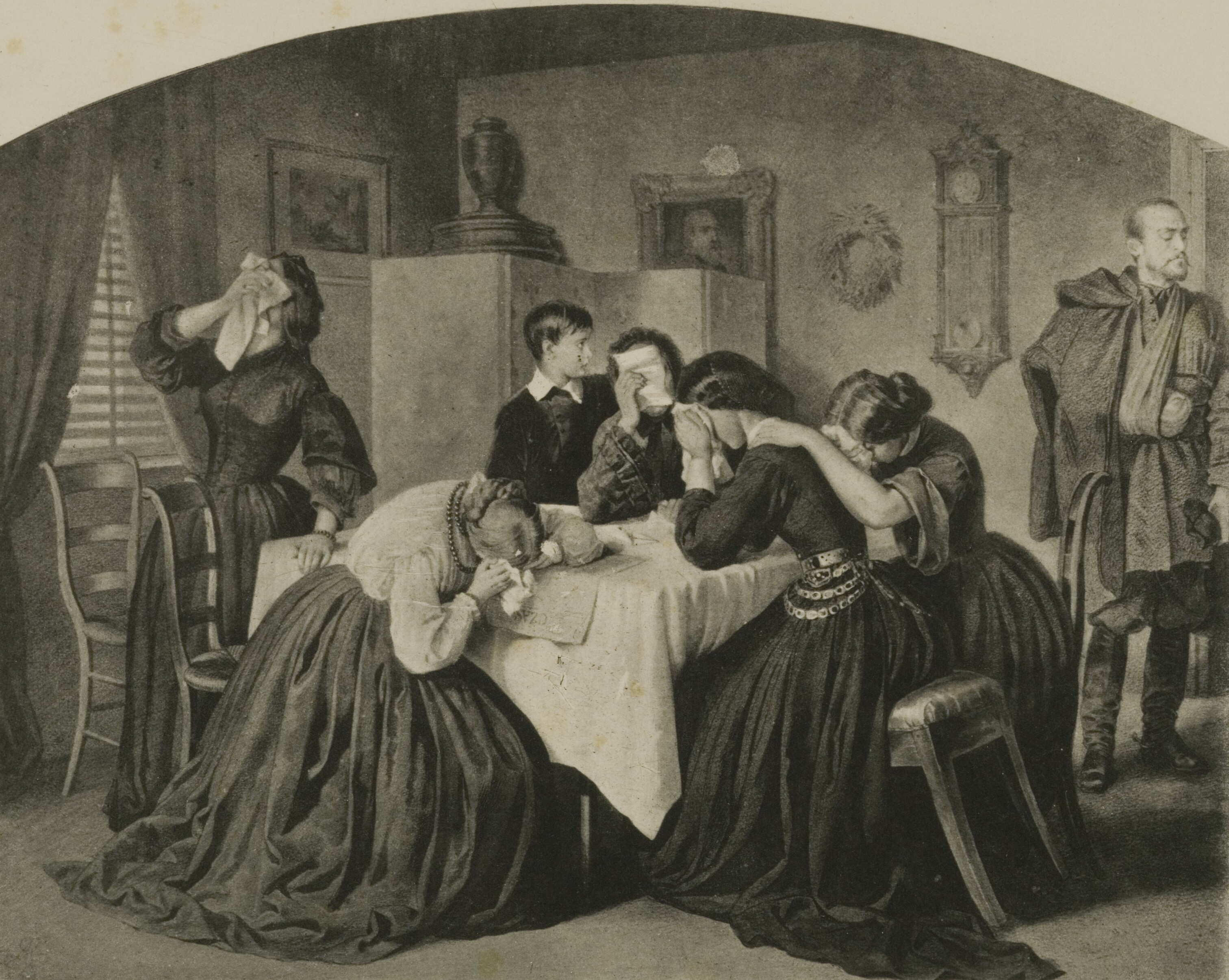
Notizie dolorose (Żałobne wieści), 1863
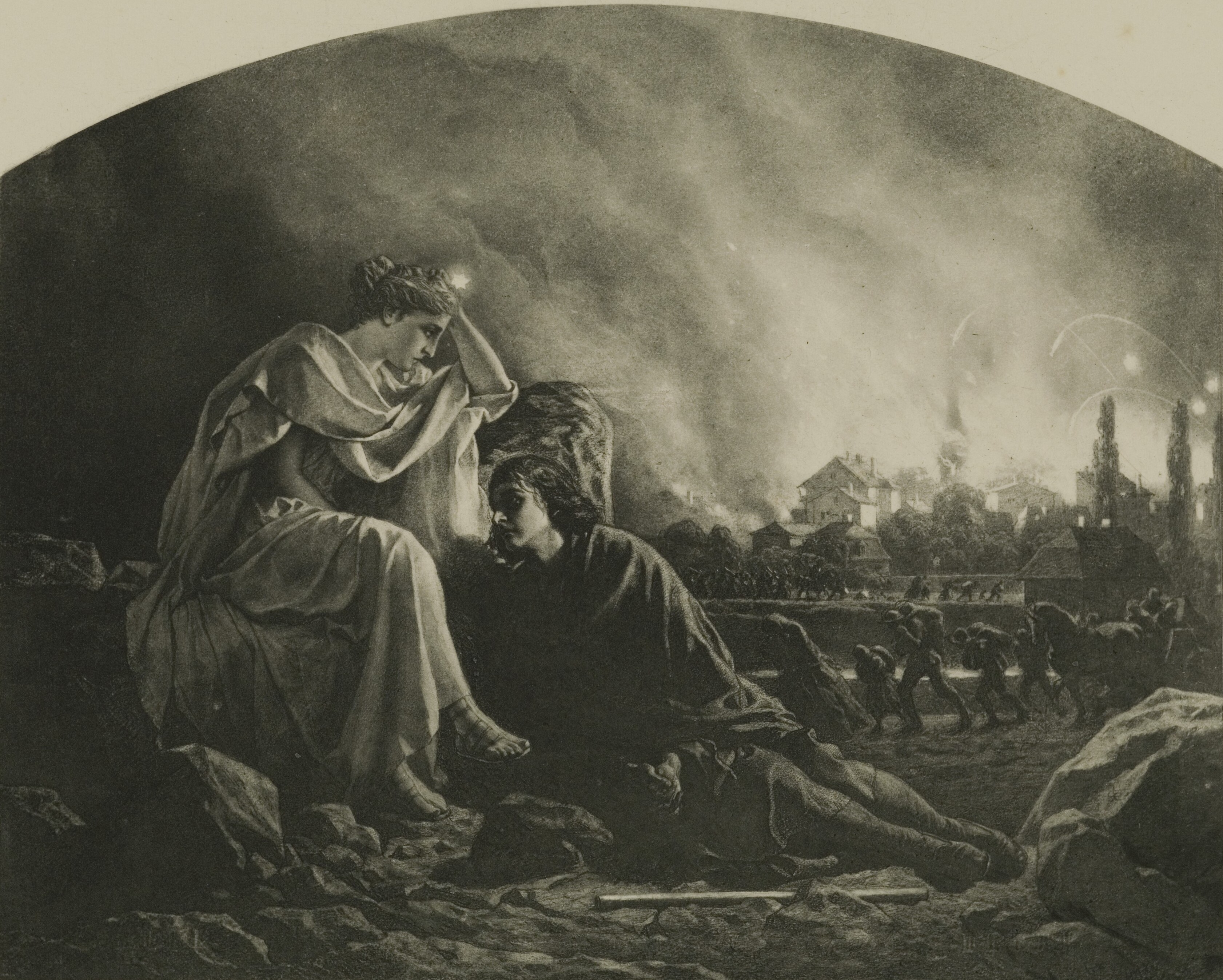
Conflagrazione (Pożoga), 1863
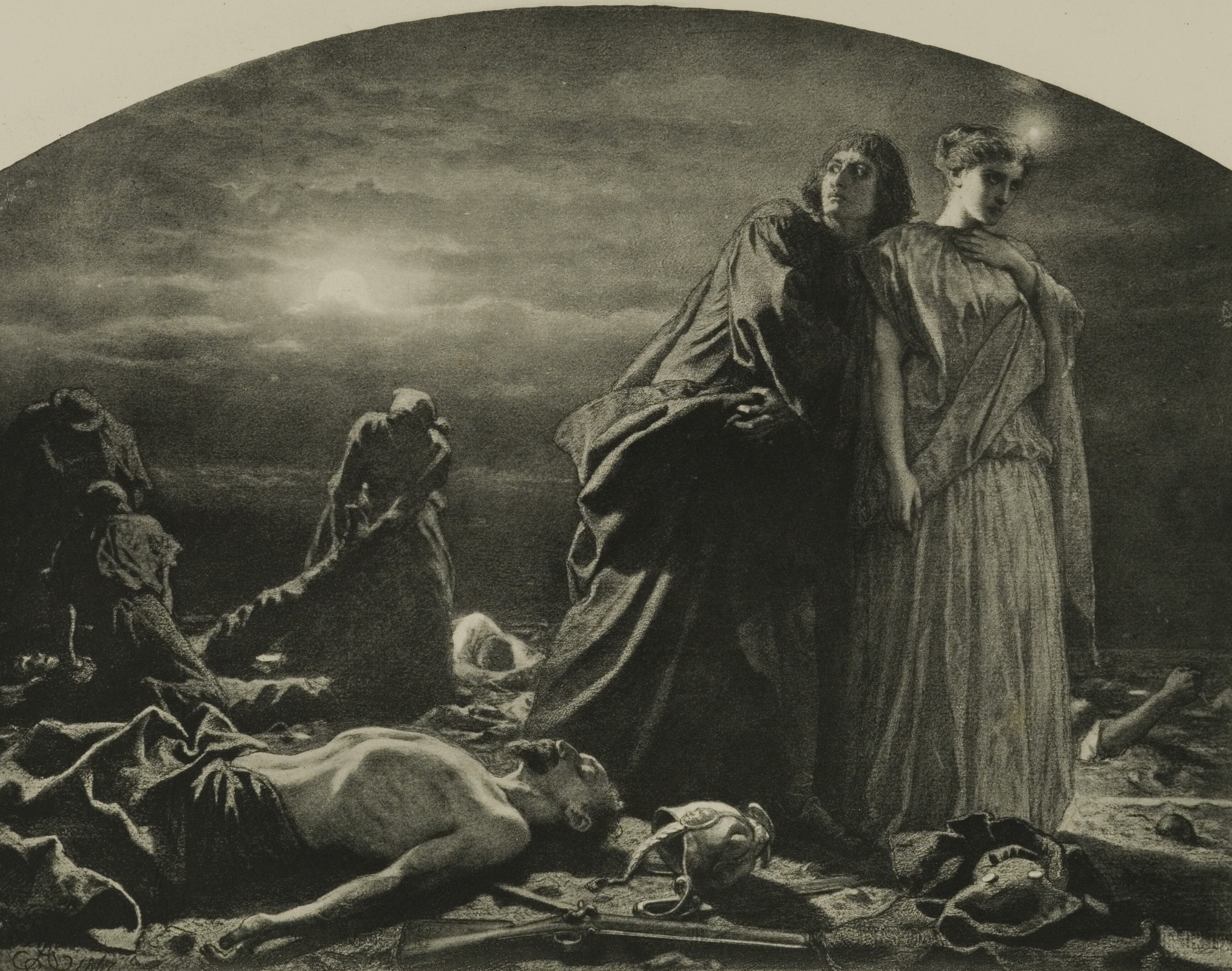
Persone o sciacalli? (Ludzie czy szakale?), 1863